# 隆宫乡
隆宫乡，是中华人民共和国浙江省丽水市庆元县下辖的一个乡镇级行政单位。

## 行政区划
隆宫乡下辖以下地区：
隆宫村、中村、桃园村、源尾村、连湖村、里地村、林源村、张地村、黄坑村、生水塘村、小关村和源头村。